# Aneflus minutivestis
Aneflus minutivestis là một loài bọ cánh cứng trong họ Cerambycidae.